# Nabucco
son Dio!»
(Nabucco, parte II)
Nabucco è la terza opera lirica di Giuseppe Verdi e quella che ne decretò il successo. Composta su libretto di Temistocle Solera, Nabucco fece il suo esordio con successo il 9 marzo 1842 al Teatro alla Scala di Milano alla presenza di Gaetano Donizetti.
Ha aperto le stagioni operistiche del Teatro alla Scala nel 1946, 1966, 1986. 
È stata spesso letta come l'opera più risorgimentale di Verdi, poiché gli spettatori italiani dell'epoca potevano tracciare paralleli tra la loro condizione politica e quella degli ebrei assoggettati al dominio babilonese. Il risultato di una lettura storiografica retroattiva che, alla luce degli avvenimenti storici occorsi, volle sottolineare in senso risorgimentale l'attività artistica del compositore. La lettura fu incentrata soprattutto sul famosissimo coro Va, pensiero, sull'ali dorate, intonato dal popolo ebraico, ma il resto del dramma è invece incentrato sulle figure drammatiche dei Sovrani di Babilonia Nabucodonosor II e della sua presunta figlia Abigaille. 
Il librettista Solera aderì alla battaglia risorgimentale da posizioni neoguelfe, circostanza che potrebbe giustificare la collocazione di un'autorità di tipo religioso, l'inflessibile pontefice Zaccaria, a capo della fazione ebraica.

## Genesi dell'opera
L'opera venne realizzata dopo un periodo travagliato della vita di Verdi, in quanto non solo egli era andato incontro a un fiasco con la rappresentazione della sua opera Un giorno di regno il 5 settembre 1840, ma aveva anche subito la morte della moglie Margherita Barezzi e dei figli Virginia e Icilio entrambi di un anno. Ciò lo aveva condotto a un rifiuto totale di comporre brani musicali, se non che venne contattato dall'impresario teatrale Bartolomeo Merelli il quale gli propose un libretto composto da Temistocle Solera. Tale libretto, il quale recava il nome di Nabucco colpì a tal punto Verdi che accettò volentieri di musicare l'opera. Nel 1841 venne completata la partitura musicale e il successivo 9 marzo 1842 l'opera venne messa in scena alla Scala di Milano.
Gli artisti impegnati nella prima furono:
| Personaggio                           | Interprete                                             | Registro vocale |
| ------------------------------------- | ------------------------------------------------------ | --------------- |
| Nabucodonosor                         | Giorgio Ronconi                                        | baritono        |
| Ismaele                               | Corrado Miraglia                                       | tenore          |
| Zaccaria                              | Prosper Dérivis                                        | basso           |
| Abigaille                             | Giuseppina Strepponi                                   | soprano         |
| Fenena                                | Giovannina Bellinzaghi                                 | mezzosoprano    |
| Il Gran Sacerdote                     | Gaetano Rossi                                          | basso           |
| Anna                                  | Teresa Ruggeri                                         | soprano         |
| Abdallo                               | Napoleone Marconi                                      | tenore          |
| Scene                                 | Baldassare Cavallotti, con modifiche di Filippo Peroni |                 |
| Maestro del coro                      | Giulio Granatelli                                      |                 |
| Maestro al cembalo                    | Giuseppe Verdi (per tre recite), poi Giacomo Panizza   |                 |
| Primo violino e direttore d'orchestra | Eugenio Cavallini                                      |                 |

## Accoglienza
Ottima l'accoglienza di pubblico e critica, ma non così fu a Parigi, dove la critica lamentò l'eccessivo uso degli ottoni. Così comparve, dopo la prima parigina, il seguente epigramma:
(Epigramma parigino)

## Trama

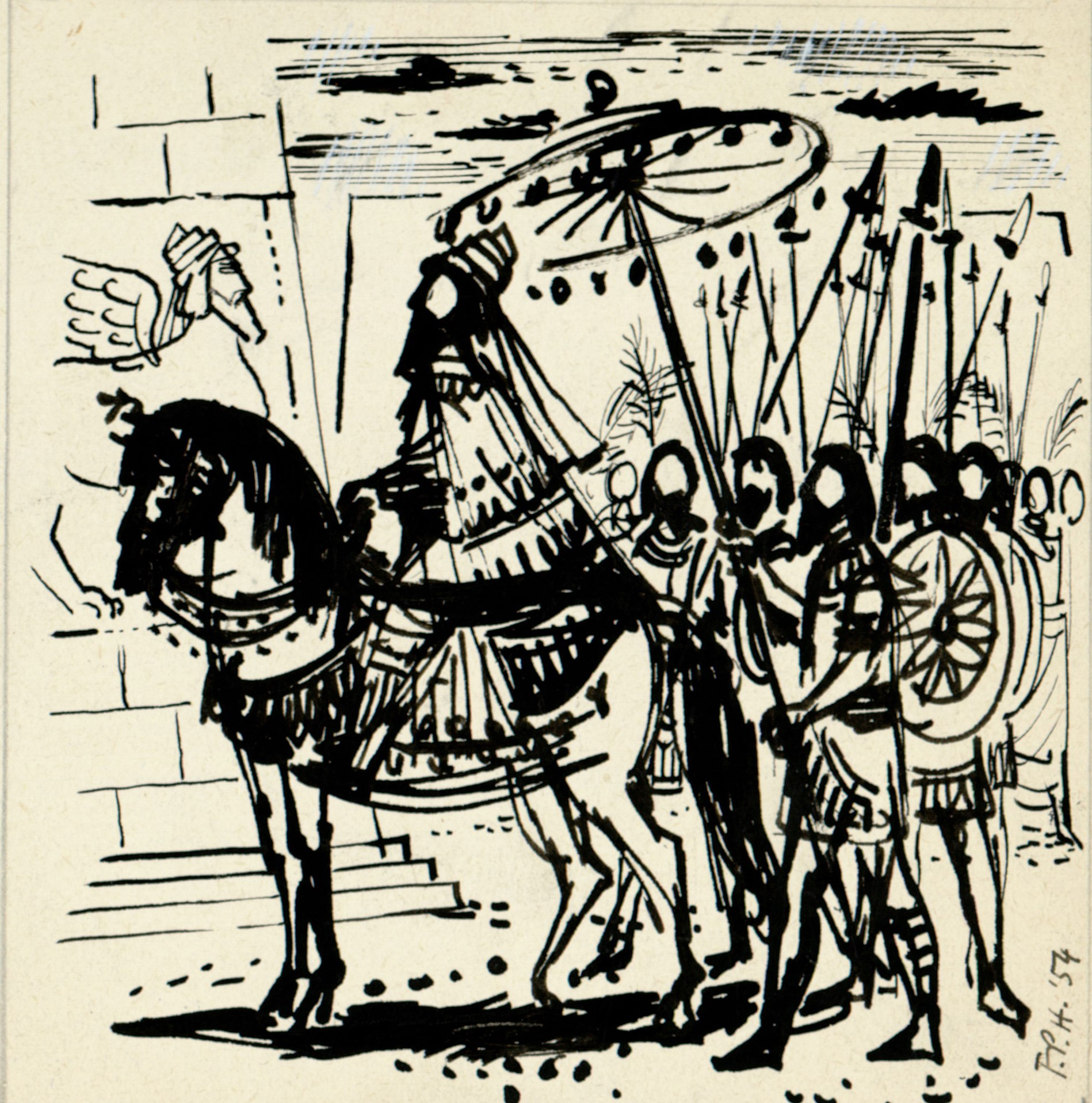
Disegno per copertina di libretto, disegno per Nabucco (1954)

### Parte I -Gerusalemme

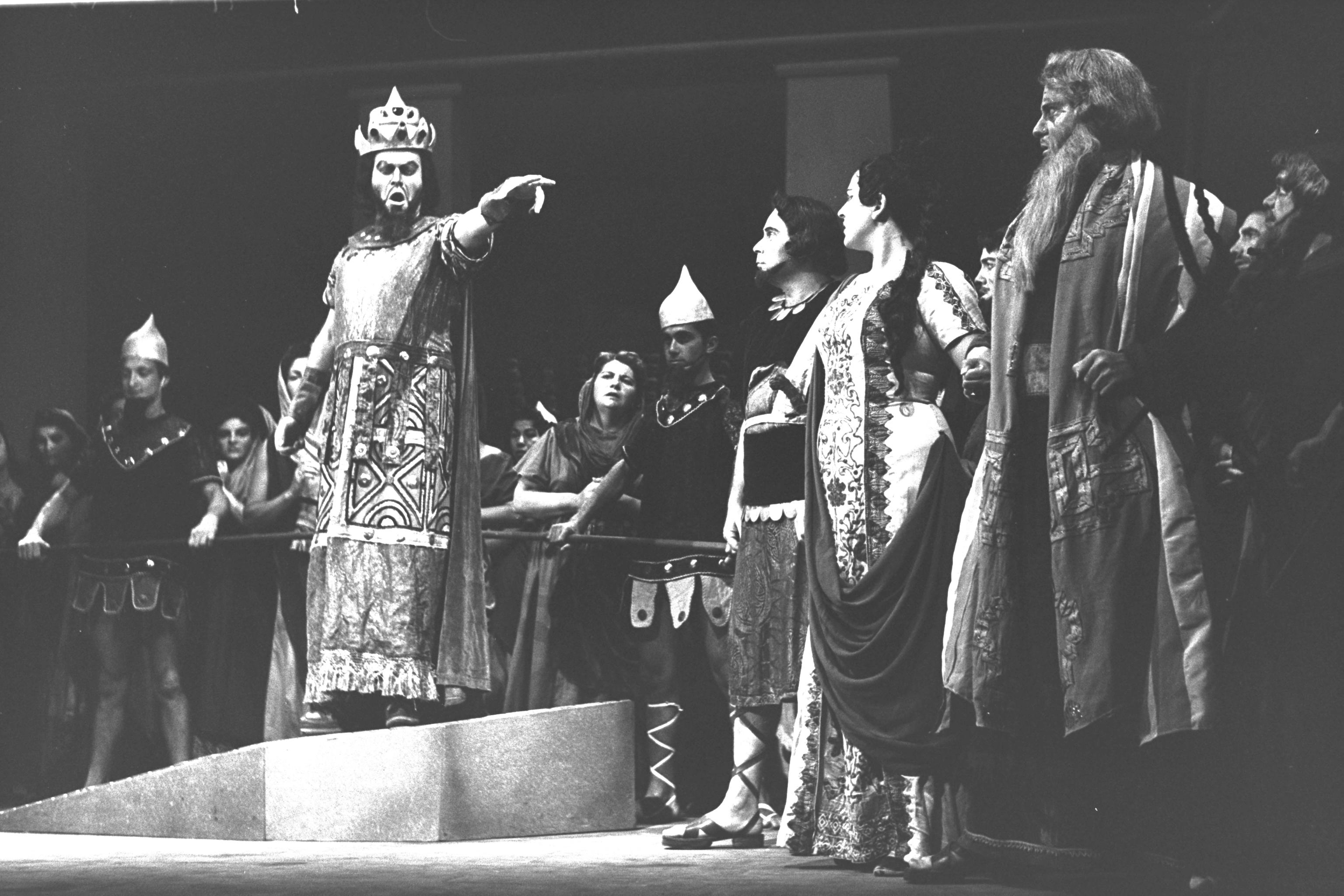
Una scena dal I atto

Tempio di Gerusalemme, i Leviti e il popolo lamentano la triste sorte degli Ebrei, assediati dal re di Babilonia Nabucodonosor alle porte della città. Il gran profeta Zaccaria cerca di confortare e incoraggiare la sua gente presentando un prezioso ostaggio, Fenena, figlia di Nabucodonosor, che affida in custodia a Ismaele, nipote del re di Gerusalemme. Ma il giovane è sul punto di tradire il suo popolo volendo liberare la prigioniera e fuggire con lei; in passato, mentre egli stesso si trovava a Babilonia come prigioniero, era stato liberato proprio da Fenena, di lui innamorata. Mentre i due stanno organizzando la fuga, giunge nel tempio un drappello dei Babilonesi travestiti da Ebrei guidato dall'altra figlia del re babilonese, Abigaille. È anch'ella innamorata di Ismaele e minaccia la sorella di riferire al padre il piano di fuga degli innamorati, ma alla fine si dichiara disposta a tacere a patto che Ismaele rinunci a Fenena e risponda al suo amore. A capo del suo esercito irrompe Nabucodonosor, deciso a saccheggiare la città e dunque Zaccaria, per fermarlo, minaccia di uccidere Fenena: Ismaele però la strappa dalle mani del gran sacerdote e la consegna sana e salva nelle mani di Nabucodonosor; ma lui, irato, imprigiona gli Ebrei e fa incendiare il tempio.

### Parte II -L'empio
Sola negli appartamenti reali, Abigaille tiene fra le mani una pergamena sottratta a Nabucco, che attesta le sue umili origini di schiava. La sua rabbia esplode in una furia incontenibile alla notizia che Fenena, nominata reggente dal padre, ha dato ordine di liberare tutti gli ebrei. Abigaille accetta l'invito del Sacerdote di Belo di impossessarsi della corona.

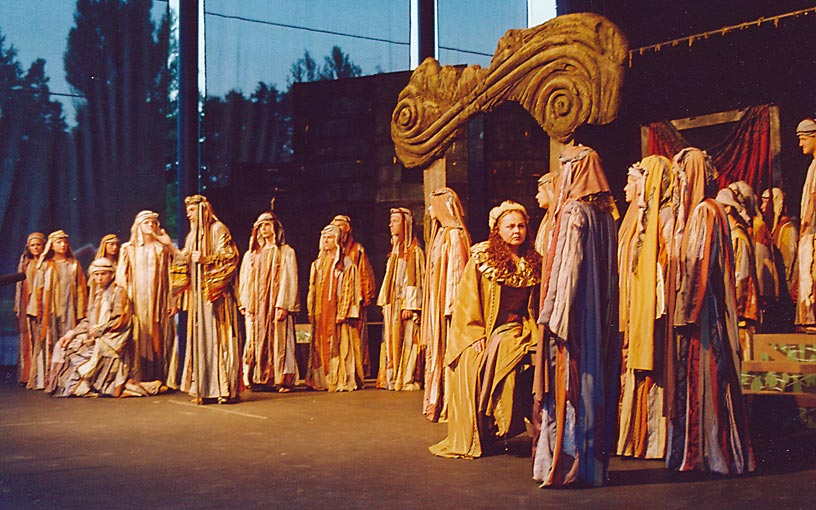
Una scena del Nabucco rappresentato nel 2004 su un palcoscenico all'aperto a Eberswalde (Brandeburgo)

Intanto, prigioniero dei Babilonesi in Babilonia con tutto il suo popolo, Zaccaria entra in una sala della reggia seguito da un levita che reca le Tavole della Legge e, dopo aver sollecitato Iddio a parlare attraverso il suo labbro, si reca all'incontro con Fenena che ha deciso di convertirsi al Dio degli Ebrei. Vedendo Ismaele, i Leviti gli intimano di fuggire, maledicendolo perché li ha traditi, ma interviene Anna, sorella di Zaccaria, affermando che il giovane non ha salvato la vita a un'infedele bensì a un'ebrea, giacché la figlia del re nemico Fenena si è nel frattempo convertita alla Legge.
Essendo Nabucco dato per morto in guerra, Abigaille ne approfitta: irrompe in scena con il suo seguito e pretende da Fenena la corona, ma il re babilonese si rivela vivo e giunge a riprenderla, poi comincia a deridere il Dio di Babilonia, che avrebbe spinto i Babilonesi a tradirlo, e il dio degli Ebrei (Yəhōwāh), ed esige di essere adorato come l'unico Dio, minacciando di morte Zaccaria e gli Ebrei se non si piegheranno al suo volere. Subito un fulmine scende sul suo capo, e la corona cade al suolo; Abigaille la recupera e si autoproclama regina a difesa delle sorti di Babilonia, ma intanto il re comincia a manifestare segni di follia.

### Parte III –La profezia
Seduta sul trono accanto alla statua d'oro di Belo, nei giardini pensili di Babilonia, Abigaille riceve l'omaggio dei suoi sudditi. Il Gran Sacerdote di Belo le consegna la sentenza di condanna a morte degli Ebrei, e la regina si finge incerta sul da farsi. All'arrivo del re spodestato, con vesti dimesse e con lo sguardo smarrito, l'usurpatrice cambia atteggiamento e gli si rivolge con ironia e arroganza, lo fa ricondurre nelle sue stanze, quindi lo avverte di essere divenuta la custode del suo seggio e lo invita perentoriamente a porre il regale suggello sulla sentenza di morte degli Ebrei. Il vecchio re la accontenta, ma subito vede il nome di Fenena nell'elenco dei condannati; l'implacabile Abigaille afferma che nessuno potrà salvarla in quanto traditrice, e rivendica di essere anch'essa sua figlia. Il re ribadisce la sua vera condizione di schiava, ma la donna, quasi non aspettando altro, trae allora dal seno la pergamena che attesta la sua origine e la fa a pezzi. Ormai tradito e detronizzato, nell'udire il suono delle trombe che annunciano l'imminente supplizio degli Ebrei, il re chiama le sue guardie, ma esse giungono per arrestarlo, obbedendo alla nuova regina. Confuso e impotente, Nabucco chiede invano perdono ad Abigaille e invoca pietà per la povera Fenena.
Sulle sponde dell'Eufrate, gli Ebrei, sconfitti e prigionieri, ricordano con nostalgia e dolore la cara patria perduta (coro: Va, pensiero, sull'ali dorate), ma il pontefice Zaccaria li incita a non piangere come femmine imbelli e profetizza una dura punizione per il loro nemico: il Leone di Giuda sconfiggerà i Babilonesi e distruggerà Babilonia.

### Parte IV -L'Idolo infranto
Nabucodonosor si sveglia da un incubo udendo alcune grida e, credendole segnali di guerra, chiama i suoi prodi a raccolta per marciare contro Gerusalemme. Tornato in sé, all'udire altre voci che ripetono il nome di Fenena, egli si affaccia alla loggia e vede con orrore la figlia in catene. Disperato, corre alla porta, tenta invano di aprirla e infine, rendendosi conto di essere prigioniero, cade in ginocchio e si rivolge al Dio di Giuda invocando il suo aiuto e chiedendogli perdono. Come in risposta alla sua preghiera, sopraggiunge il fedele ufficiale Abdallo con un manipolo di soldati, restituendogli la spada e offrendosi di aiutarlo a riconquistare il trono.
Nei giardini pensili di Babilonia passa il triste corteo degli Ebrei condotti al supplizio. Zaccaria conforta Fenena e la fanciulla si prepara a godere delle gioie celesti. L'atmosfera mistica è interrotta dall'arrivo di Nabucco che, alla testa delle sue truppe, ordina di infrangere la statua di Belo. Miracolosamente, «l'idolo cade infranto da sé» e tutti gridano al «divino prodigio». Nabucco concede la libertà agli Ebrei, annunzia che la perfida Abigaille si è avvelenata e ordina al popolo d'Israele di costruire un tempio per il suo Dio grande e forte, il solo degno di essere adorato. Mentre tutti, Ebrei e Babilonesi, s'inginocchiano invocando l'«immenso Jehova», entra Abigaille sorretta da due guerrieri: la donna confessa la sua colpa e invoca il perdono degli uomini e di Dio prima di cadere esanime. Zaccaria rivolge a Nabucco l'ultima profezia: «Servendo a Jehova sarai de' regi il re!».

## Vocalità dei personaggi femminili

### Abigaille
La parte di Abigaille è una delle più impervie che Verdi abbia composto per la voce di soprano: richiede un soprano drammatico di inusitata potenza e flessibilità e buone agilità; il ruolo impone anche difficoltà tecniche rilevanti (do sovracuti da emettere scoperti a voce piena o in pianissimo, trilli di forza, salti d'ottava considerevoli, attacchi sulle note gravi, tessitura onerosa), funzionali a mettere in luce il carattere iracondo della principessa.
Tra le più celebri Abigaille spiccano Maria Callas, Anita Cerquetti, Elena Souliotis, Ghena Dimitrova, Maria Dragoni, Maria Guleghina e, recentemente Anna Pirozzi.

### Fenena
Il ruolo della figlia legittima di Nabucco, richiede invece una voce di mezzosoprano morbida e ben calibrata dal timbro brunito. È stato un ruolo interpretato finora da vari mezzosoprani celebri quali Giulietta Simionato, Fiorenza Cossotto e Lucia Valentini Terrani.

## Organico orchestrale
La partitura di Verdi prevede l'utilizzo di:
- ottavino, 2 flauti, 2 oboi, corno inglese, 2 clarinetti, 2 fagotti
- 4 corni, 2 trombe, 3 tromboni, cimbasso
- timpani, grancassa, piatti, tamburo, triangolo
- 2 arpe
- archi

Da suonare sul palco:
- banda

## Brani celebri
- Sinfonia (parte I)
- D'Egitto là sui lidi, cavatina di Zaccaria (parte I)
- Mio furor, non più costretto, (finale parte I)
- Ben io t'invenni, o fatal scritto!... Anch'io dischiuso un giorno, recitativo e aria di Abigaille (parte II)
- Vieni, o Levita, preghiera di Zaccaria (parte II)
- S'appressan gli istanti, finale (parte II)
- Donna, chi sei? duetto tra Nabucco e Abigaille (parte III)
- Va, pensiero, sull'ali dorate, coro degli ebrei (parte III)
- Dio di Giuda! preghiera di Nabucco (parte IV)

## Numeri musicali
- Sinfonia

### Parte I
- 1 Coro d'introduzione e Cavatina Gli arredi festivi - D'Egitto là sui lidi (Zaccaria, Anna, Ismaele)
- 2 Recitativo e Terzetto Fenena, o mia diletta! - Io t'amava (Ismaele, Fenena, Abigaille)
- 3 Coro Lo vedeste?
- 4 Finale Primo Viva Nabucco! - Tremin gl'insani (Abigaille, Coro, Zaccaria, Ismaele, Nabucco, Fenena, Anna)

### Parte II
- 5 Scena ed Aria Ben io t'invenni - Anch'io dischiuso un giorno - Salgo già del trono aurato (Abigaille, Gran Sacerdote, Coro)
- 6 Preghiera Vieni, o Levita - Tu sul labbro de' veggenti (Zaccaria)
- 7 Coro di Leviti Che si vuol? (Ismaele)
- 8 Finale Secondo Deh, fratelli, perdonate - S'appressan gl'istanti - Chi mi toglie il regio scettro? (Anna, Coro, Zaccaria, Fenena, Abdallo, Ismaele, Gran Sacerdote, Abigaille, Nabucco)

### Parte III
- 9 Coro d'introduzione È l'Assiria una regina
- 10 Recitativo Eccelsa donna (Gran Sacerdote, Abigaille, Nabucco, Abdallo)
- 11 Duetto Donna, chi sei? - Oh, di qual onta aggravasi (Nabucco, Abigaille)
- 12 Coro di schiavi ebrei Va, pensiero
- 13 Profezia e Finale Terzo Oh, chi piange? - Del futuro nel buio (Zaccaria, Coro)

### Parte IV
- 14 Preludio, scena ed aria Son pur queste mie membra - Dio di Giuda - Cadran, cadranno i perfidi (Nabucco, Coro, Abdallo)
- 15 Marcia funebre e preghiera Va, la palma del martirio - Oh, dischiuso è il firmamento (Zaccaria, Fenena)
- 16 Finale Quarto Viva Nabucco! - Immenso Jeovah - Su me morente, esanime (Coro, Gran Sacerdote, Nabucco, Abdallo, Zaccaria, Ismaele, Fenena, Anna, Abigaille)

## Dedica
«Posto in musica e umilmente dedicato a S.A.R.I. la Serenissima Arciduchessa Adelaide d'Austria il 31 marzo 1842 da Giuseppe Verdi.»

## Parte corale perVa pensieroeImmenso Jehova
Presso il Museo Teatrale alla Scala è conservata una versione solo corale delle due famose pagine. Trascritta come omaggio alla Nobildonna Emilia Morosini (datata marzo 1842) questa versione per solo coro differisce solo in piccolissime varianti da quella contenuta nel manoscritto completo dell'opera.
Innanzitutto, come già fatto notare da Roger Parker, vi compare la lezione Va pensiero sull'ali dorate, mentre il manoscritto completo riporta "Ale dorate".
Inoltre, il celebre Va pensiero termina con un crescendo invece che con il tradizionale diminuendo.

## Incisioni discografiche
| Anno | Cast (Nabucco, Abigaille, Zaccaria, Fenena, Ismaele)                                             | Direttore             | Etichetta           |
| ---- | ------------------------------------------------------------------------------------------------ | --------------------- | ------------------- |
| 1949 | Gino Bechi, Maria Callas, Luciano Neroni, Amalia Pini, Gino Sinimberghi                          | Vittorio Gui          | Warner Classic      |
| 1951 | Paolo Silveri, Caterina Mancini, Antonio Cassinelli, Gabriella Gatti, Mario Binci                | Fernando Previtali    | Fonit Cetra         |
| 1959 | Ettore Bastianini, Margherita Roberti, Paolo Washington, Miriam Pirazzini, Gastone Limarilli     | Bruno Bartoletti      | Mýto                |
| 1960 | Cornell MacNeil, Leonie Rysanek, Cesare Siepi, Rosalind Elias, Eugenio Fernandi                  | Thomas Schippers      | MetOpera            |
| 1961 | Ettore Bastianini, Mirella Parutto, Ivo Vinco, Anna Maria Rota, Luigi Ottolini                   | Bruno Bartoletti      | G. O. P.            |
| 1965 | Tito Gobbi, Elena Souliotis, Carlo Cava, Dora Carral, Bruno Prevedi                              | Lamberto Gardelli     | Decca               |
| 1966 | Giangiacomo Guelfi, Elena Souliotis, Nicolaj Ghiaurov, Gloria Lane, Gianni Raimondi              | Gianandrea Gavazzeni  | Nuova Era           |
| 1977 | Matteo Manuguerra, Renata Scotto, Nicolaj Ghiaurov, Elena Obrazcova, Veriano Luchetti            | Riccardo Muti         | EMI                 |
| 1982 | Piero Cappuccilli, Ghena Dimitrova, Evgenij Nesterenko, Lucia Valentini Terrani, Plácido Domingo | Giuseppe Sinopoli     | Deutsche Grammophon |
| 1996 | Paolo Gavanelli, Monica Pick-Hieronimi, Paata Burchuladze, Anna Schiatti, Gilberto Maffezzoni    | Anton Guadagno        | Koch Schwann        |
| 2008 | Renato Bruson, Marija Hulehina, Ferruccio Furlanetto, Elena Zaremba, Fabio Armiliato             | Daniel Oren           | Valois              |
| 2013 | Leo Nucci, Dimitra Theodossiou, Riccardo Zanellato, Anna Maria Chiuri, Bruno Ribeiro             | Michele Mariotti      | C Major             |
| 2020 | Amartüvshin Enkhbat, Saoia Hernández, Michele Pertusi, Annalisa Stroppa, Ivan Magrì              | Francesco Ivan Ciampa | Dynamic             |

## Videografia
| Anno | Cast (Nabucco, Abigaille, Zaccaria, Fenena, Ismaele)                                     | Direttore             | Regista             | Etichetta           |
| ---- | ---------------------------------------------------------------------------------------- | --------------------- | ------------------- | ------------------- |
| 1979 | Sherrill Milnes, Grace Bumbry, Ruggero Raimondi, Viorica Cortez, Carlo Cossutta          | Nello Santi           | Henri Ronse         | S.G.A.E.            |
| 1981 | Renato Bruson, Ghena Dimitrova, Dimiter Petkov, Bruna Baglioni, Ottavio Garaventa,       | Maurizio Arena        | Renzo Giaccheri     | Warner              |
| 1986 | Renato Bruson, Ghena Dimitrova, Paata Burchuladze, Raquel Pierotti, Bruno Beccaria       | Riccardo Muti         | Roberto De Simone   | Warner              |
| 1992 | Piero Cappuccilli, Linda Roark-Strummer, Roberto Scandiuzzi, Martha Senn, Nunzio Todisco | Anton Guadagno        | Gianfranco De Bosio | Multigram           |
| 1996 | Jonathan Summers, Elizabeth Connell, Bruce Martin, Rosemary Gunn, Anson Austin           | Carlo Felice Cillario | Barrie Kosky        | Opus Arte           |
| 1997 | Renato Bruson, Lauren Flanigan, Carlo Colombara, Monica Bacelli, Maurizio Frusoni        | Paolo Carignani       | Fabio Sparvoli      | Brilliant           |
| 2001 | Juan Pons, Marija Hulehina, Samuel Ramey, Wendy White, Gwyn Hughes Jones                 | James Levine          | Elijah Moshinsky    | Deutsche Grammophon |
| 2001 | Leo Nucci, Marija Hulehina, Giacomo Prestia, Marina Domashenko, Miroslav Dvorsky,        | Fabio Luisi           | Günter Krämer       | Arthaus             |
| 2004 | Ambrogio Maestri, Andrea Gruber, Paata Burchuladze, Nino Surguladze, Nazzareno Antinori  | Daniel Oren           | Paolo Panizza       | Arthaus             |
| 2004 | Alberto Gazale, Susan Neves, Orlin Anastassov, Annamaria Papescu, Yasuharu Nakajima      | Riccardo Frizza       | Jonathan Miller     | Dynamic             |
| 2007 | Igor Morosov, Gabriella Morigi, Simon Yang, Elisabeth Kulman, Bruno Ribeiro,             | Ernst Märzendofer     | Robert Herzl        | Arthaus             |
| 2007 | Leo Nucci, Marija Hulehina, Carlo Colombara, Nino Surguladze, Fabio Sartori              | Daniel Oren           | Denis Krief         | Decca               |
| 2012 | Leo Nucci, Dimitra Theodossiou, Riccardo Zanellato, Anna Maria Chiuri, Bruno Ribeiro     | Michele Mariotti      | Daniele Abbado      | Unitel              |
| 2015 | Plácido Domingo, Liudmyla Monastyrska, Marianna Pizzolato, Andrea Carè                   | Nicola Luisotti       | Daniele Abbado      | Sony Classical      |
| 2020 | Amartüvshin Enkhbat, Saoia Hernández, Michele Pertusi, Annalisa Stroppa, Ivan Magrì      | Francesco Ivan Ciampa | Stefano Ricci       | Dynamic             |